# Liu Cheng
Liu Cheng (en chino: 刘成; Sanming, 4 de enero de 1992) es un deportista chino que compite en bádminton, en las modalidades de dobles y dobles mixto.
Ganó cuatro medallas en el Campeonato Mundial de Bádminton entre los años 2014 y 2018. En los Juegos Asiáticos de 2018 consiguió una medalla de oro en la prueba de equipo.

## Palmarés internacional
| Campeonato Mundial | Campeonato Mundial     | Campeonato Mundial | Campeonato Mundial |
| Año                | Lugar                  | Medalla            | Prueba             |
| ------------------ | ---------------------- | ------------------ | ------------------ |
| 2014               | Copenhague (Dinamarca) | Medalla de bronce  | Dobles mixto       |
| 2015               | Yakarta (Indonesia)    | Medalla de plata   | Dobles mixto       |
| 2017               | Glasgow (Reino Unido)  | Medalla de oro     | Dobles             |
| 2018               | Nankín (China)         | Medalla de bronce  | Dobles             |
| Juegos Asiáticos   |                        |                    |                    |
| Año                | Lugar                  | Medalla            | Prueba             |
| 2018               | Yakarta (Indonesia)    | Medalla de oro     | Equipo             |